# Поултер, Джордин
Джордин Поултер (англ. Jordyn Poulter; 31 июля 1997, Нейпервилл, штат Иллинойс, США) — американская волейболистка. Связующая. Олимпийская чемпионка 2020.

## Биография
Джордин Поултер родилась в Нейпервилле (Иллинойс). Родители — Роберт и Ронда Поултер. Волейболом начала заниматься в средней школе города Орора (штат Колорадо), куда переехала с семьёй в детстве.
В 2015—2018 выступала за команду Иллинойсского университета в Урбане-Шампейне в многочисленных студенческих соревнованиях, в том числе в чемпионатах Национальной ассоциации студенческого спорта (англ. National Collegiate Athletic Association, сокр. NCAA).
В январе 2019 года Поултер заключила свой первый профессиональный контракт, присоединившись к итальянской команде «Реале Мутуа Фенера» из Кьери. С 2020 играет за «Унет-Ямамай» (Бусто-Арсицио).
В 2013 16-летняя Поултер выступала одновременно за юниорскую и молодёжную сборные США, став серебряным призёром чемпионата мира среди девушек, где была признана лучшей связующей турнира. В 2014 стала победителем молодёжного чемпионата NORCECA, где также получила приз лучшей связующей.
С 2018 года Хейли Вашингтон является игроком национальной сборной США. В её составе выигрывала Лигу наций (дважды), Панамериканский Кубок. В 2021 стала обладателем «золота» Лиги наций и отложенных на год Олимпийских игр. На обоих турнирах в качестве лучшей связующей вошла в символические сборные.

### Клубная карьера
- 2015—2018 —  Иллинойсский университет в Урбане-Шампейне;
- 2019—2020 —  «Реале Мутуа Фенера» (Кьери);
- 2020—2022 —  «Унет-Ямамай» (Бусто-Арсицио);
- 2022—2024 —  «Игор Горгондзола» (Новара).
- с 2024 —  «Солт-Лейк» (Солт-Лейк-Сити) — LOVB.

## Достижения

### Со сборными США
- Олимпийская чемпионка 2020;
  - серебряный призёр Олимпийских игр 2024.
- серебряный призёр розыгрыша Кубка мира 2019.
- двукратный победитель Лиги наций — 2019, 2021.
- серебряный призёр чемпионата NORCECA 2019.
- победитель розыгрыша Панамериканского Кубка 2018.
- чемпионка NORCECA среди молодёжных команд 2014.
- серебряный призёр чемпионата мира среди девушек 2013.

### Индивидуальные
- 2013: лучшая связующая чемпионата мира среди девушек.
- 2014: лучшая связующая молодёжного чемпионата NORCECA.
- 2019: лучшая связующая чемпионата NORCECA.
- 2021: лучшая связующая Лиги наций.
- 2021: лучшая связующая Олимпийских игр.